# きせかえツール
きせかえツールは、NTTドコモが提供している端末における機能の一つ、またコンテンツやそれを提供するサービスを指す場合もある。
この機能により、待受画面の他にメニューや電波強度や電池残量などの各種状態を示すアイコン（ピクト）・文字サイズの変更が一括して変更可能で、従来より幅広い範囲でカスタマイズができる。
公式サイトでコンテンツを作成するソフトウェアが公開されている。
auには、EZケータイアレンジ、SoftBankには、きせかえアレンジという、同様のサービス、コンテンツがある。

## 対応機種
2006年から発売された903i以降のきせかえツール機能を搭載したもの。